# Mike Henry
Michael Robert "Mike" Henry, född 7 november 1965 i Pontiac, Michigan, är en amerikansk manusförfattare, filmproducent, sångare, komiker och röstskådespelare. 
Henry är en av röstskådespelarna i den animerade TV-serien Family Guy, där han gör rösterna till bland annat Cleveland Brown, Herbert, Bruce och Consuela. Han har också skrivit och producerat några av seriens avsnitt. 2009 skapade han tillsammans med Seth MacFarlane och Richard Appel en spinoff till Family Guy; The Cleveland Show. 